# 第二次世界大战战后对德意志人的驱逐
在第二次世界大战的后期及战争结束时候，数百万德意志公民（不论民族或是否与纳粹德国有联系）以及德意志裔人（不论国籍）被迫从其他欧洲国家迁徙回德国。受到影响的范围包括前德意志帝国的东部领土（战后归波兰和苏联）以及纳粹德国占领区（包括波兰、捷克斯洛伐克、匈牙利、罗马尼亚、南斯拉夫北部及其他中欧和东欧国家）。
至1950年，超过1200万德意志人被迫迁徙或被从中东欧驱逐出去，他们多数迁移到了战后的德国及盟军占领的奥地利。也有一些来源表明，倘若加上1950年后的迁徙人口和迁徙人口的子女，总数将会达到1400万人。此外，在冷战时期西德政府将纳粹在东欧和西欧占领区的地方官员和殖民者也视在其列，这部分人群数量达到100万。在总数中大部分都来自于德国的前东部领土：来自波兰和苏联的达到700万人，来自捷克斯洛伐克的达到300万人。德意志人口的迁移也是整个战后人口迁移（本身达到2000万人）中数量最大的一部分。
纳粹德国的长期目标是德意志化或灭绝波兰、捷克斯洛伐克和苏联的当地人口。“东方总计划”旨在消灭超过4500万至7000万来自中东欧的“无法被德意志化的人口”，但这一计划随着战争的失败而最终未能实现。因此，战后的人口迁徙事实上是战后欧洲对于地缘政治和民族分布的重新调整，这在一定程度上是由战争本身导致的，一定程度上也是由欧洲政局的变化导致的，同时还是对于战时暴行的补偿。
由驱逐和迁徙行动导致的死亡人数存在一定的争议，从500,000人到220万人不等。现德国政府、德国公民教育部和德国红十字会都坚持将死亡人数置于200万至250万区间内。近年德国史学家将这一数字估计为473,000人，并认为190万人的估计是不可靠的。德国历史博物馆估计为60万人，不支持先前政府所估计的200万人的研究结果。
德意志人的迁徙发生在三个存在一定重叠的阶段中：第一阶段是1944年中期至1945年初德意志人在苏联红军推进下的主动撤离；第二阶段是在德国国防军失利之后的无组织遣散；第三阶段是在波茨坦协定重新划定中欧各国国界（范围主要是波兰、捷克斯洛伐克和匈牙利）之后较为有组织和人道的迁移。此外许多德意志人被送往了关押营和劳改营。1950年，最主要的遣散行动已经完成，此时仍然生活在东欧的具有德意志血统的人估计在700,000人至270万人之间。